# Bertrand (Misuri)
Bertrand es una ciudad ubicada en el condado de Mississippi en el estado estadounidense de Misuri. En el Censo de 2010 tenía una población de 821 habitantes y una densidad poblacional de 404,84 personas por km².

## Geografía
Bertrand se encuentra ubicada en las coordenadas 36°54′28″N 89°27′10″O / 36.90778, -89.45278. Según la Oficina del Censo de los Estados Unidos, Bertrand tiene una superficie total de 2.03 km², de la cual 2.03 km² corresponden a tierra firme y (0.13%) 0 km² es agua.

## Demografía
Según el censo de 2010, había 821 personas residiendo en Bertrand. La densidad de población era de 404,84 hab./km². De los 821 habitantes, Bertrand estaba compuesto por el 97.32% blancos, el 1.83% eran afroamericanos, el 0.12% eran amerindios, el 0.12% eran asiáticos, el 0% eran isleños del Pacífico, el 0.12% eran de otras razas y el 0.49% pertenecían a dos o más razas. Del total de la población el 1.95% eran hispanos o latinos de cualquier raza.